# Bismarck (Radevormwald)

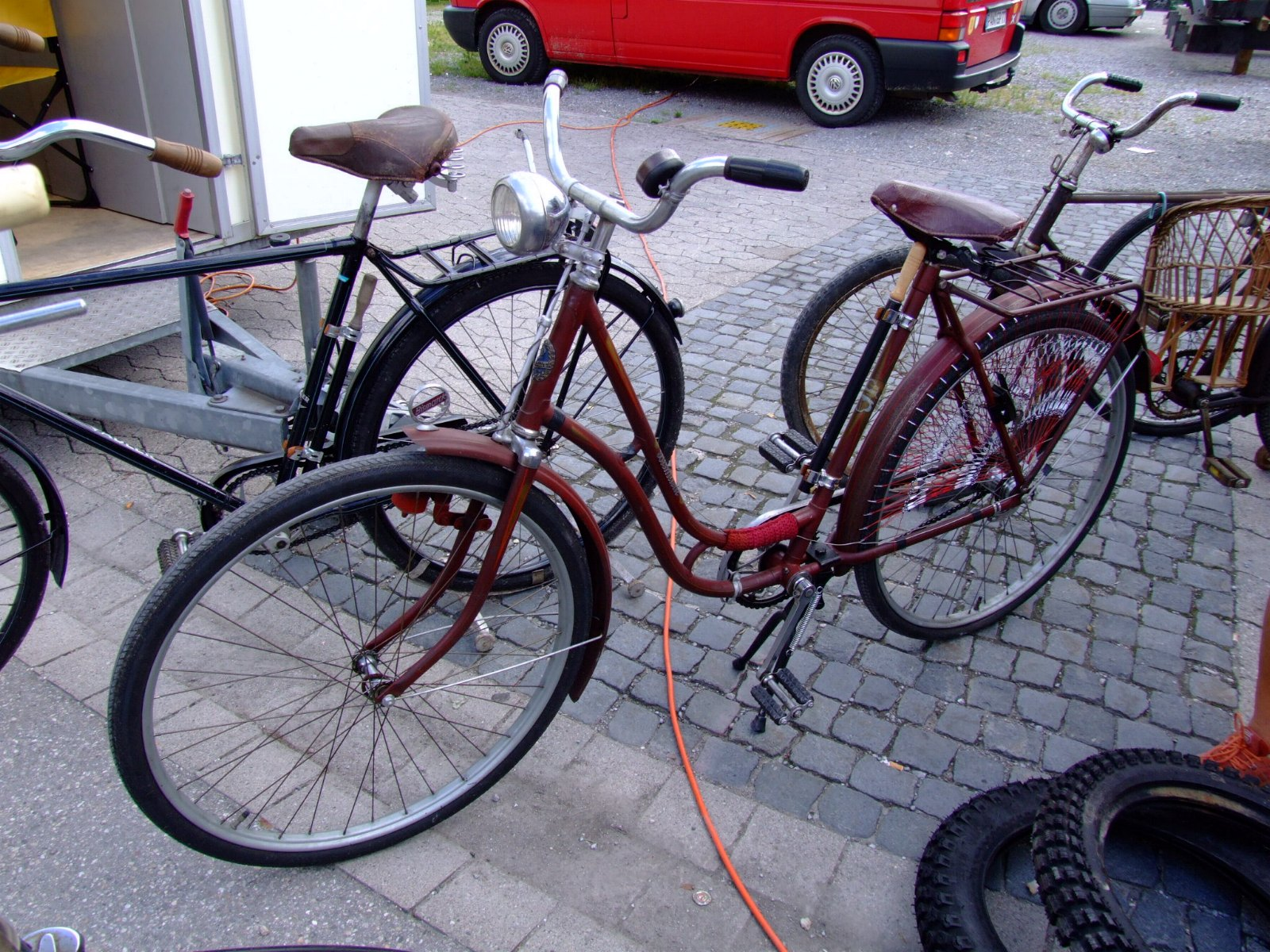
Bismarck-fiets

Bismarck is een historisch Duits fiets- en motorfietsmerk.
"Fahrradfabrik Bismarck AG" in Radevormwald produceerde motorfietsen van 1904 tot 1908 en van 1931 tot 1956. Van 1904 tot 1908 maakte dit merk zware motorfietsen (tot 1300 cc) met motoren van Anzani, Fafnir en Minerva. Daarna maakte men tot 1931 alleen fietsen. Deze fietsen werden in het buitenland (m.n. Scandinavië en Nederland) verkocht onder de naam 'Skandia', omdat de naam 'Bismarck' niet overal even gewenste connotaties opriep.
Vanaf 1931 ging men fietsen met 75- en 98 cc Fichtel & Sachs-hulpmotoren produceren. Na de Tweede Wereldoorlog ging die productie door, maar er kwamen ook echte motorfietsen van 98-, 150- en 175 cc met Sachs- en ILO-motoren, die geconstrueerd waren door Emil Fischer. Fischer had onder andere bij Fichtel & Sachs gewerkt. In het motorfiets-crisisjaar 1956 verdween het merk Bismarck.